# Seznam českých osobností 20. století, O–Ř

## O
- Jakub Obrovský (23. 12. 1882 Bystré u Brna – 31. 3. 1949 Praha) – malíř, grafik, sochař
- Vít Obrtel (22. 3. 1901 Olomouc – 12. 6. 1988 Praha) – architekt, scénograf, grafik, návrhář nábytku
- Jaromír Obzina (22. 5. 1929) – komunistický funkcionář, československý ministr
- Ludvík Očenášek (4. 8. 1872 Kříše, okres Rokycany – 10. 8. 1949 Dražeň u Plzně) – konstruktér, vynálezce
- Luboš Ogoun (18. 2. 1924 Praha – 14. 2. 2009 Brno) – tanečník, choreograf, režisér, pedagog
- Ivan Olbracht (6. 1. 1882 Semily – 20. 12. 1952 Praha) – spisovatel, publicista
- Vít Olmer (19. 6. 1942 Praha) – herec, filmový režisér
- Eva Olmerová (21. 1. 1934 Praha – 10. 8. 1993 Praha) – jazzová zpěvačka
- Jaroslav N. Ondra (18. 3. 1925 Studená u Dačic – 8. 4. 2000 Praha) – evangelický duchovní, teolog, vysokoškolský pedagog
- Jan Anastáz Opasek (20. 4. 1913 Vídeň – 24. 8. 1999 klášter Rohr Bavorsko) – katolický duchovní, básník, teolog, opat Břevnovského kláštera 1947–1950, 1950 odsouzen na doživotí, 1960 amnestován, 1960–1990 v exilu, 1990 opět ustanoven opatem Břevnovského kláštera
- Milan Opočenský (5. 7. 1931 Hradec Králové – 31. 7. 2007 Praha) – evangelický duchovní, teolog, vysokoškolský pedagog
- Jan Opletal (31. 12. 1915 Lhota nad Moravou – 11. 11. 1939 Praha) – student medicíny, oběť nacistického teroru
- Jiří Orten (30. 8. 1919 Kutná Hora – 1. 9. 1941 Praha) – básník
- Otakar Ostrčil (25. 2. 1879 Praha – 20. 8. 1935 Praha) – skladatel, dirigent, organizační pracovník, pedagog
- Štefan Osuský (31. 3. 1889 Brezová pod Bradlom – 27. 9. 1973 Washington, USA) – slovenský publicista, československý politik, diplomat, účastník protinacistického odboje
- Karel Otčenášek (13. 4. 1920 České Meziříčí – 23. 5. 2011 Hradec Králové) – římskokatolický duchovní, biskup královéhradecký
- Eduard Outrata (7. 3. 1898 Čáslav – 8. 6. 1958 Praha) – národohospodář, československý politik, účastník protinacistického odboje

## P
- Arnošt Paderlík (1. 12. 1919 Nučice u Prahy – 1999) – malíř, grafik, sochař
- Luděk Pachman (11. 5. 1924 Bělá pod Bezdězem – 6. 3. 2003) – šachista
- Jan Palach (11. 8. 1948 Všetaty – 19. 1. 1969 Praha) – student-mučedník, upálil se na Václavském náměstí v Praze na protest proti sovětské okupaci v roce 1968
- Josef Palivec (7. 10. 1886 Zbiroh – 30. 1. 1975 Praha) – básník, esejista, překladatel, účastník protinacistického odboje
- Jaroslav Papoušek (12. 4. 1920 Velký Bočkov na Podkarpatské Rusi – 18. 8. 1995 Praha) – filmový režisér, scenárista, sochař, karikaturista
- Vladimír Páral (10. 8. 1932 Praha) – prozaik
- Milan Pásek (29. 5. 1920 Brno – 27. 12. 1990 Brno) – režisér, herec, pedagog
- Ivan Passer (10. 7. 1933 Praha) – americký režisér, scenárista
- Josef Patejdl (30. 12. 1878 Hromice u Plzně – 7. 10. 1940 Dachau, Německo) – právník, československý politik
- František Patočka (22. 10. 1904 Turnov – 14. 3. 1985 Praha) – lékař, mikrobiolog, sérolog
- Jan Patočka (1. 6. 1907 Turnov – 13. 3. 1977 Praha) – filosof
- Jiří Pauer (22. 2. 1919 Libušín – 21.12.2007 Praha) – skladatel, pedagog, funkcionář
- Ernst Paul (27. 4. 1897 Kamenec – 11. 6. 1978 Esslingen, Rakousko) – českoněmecký, německý politik
- Milan Paumer (7. 4. 1931 Kolín) – příslušník československého protikomunistického odboje
- Josef Pavel (18. 9. 1908 Novosedly u Českých Budějovic – 1973) – komunistický funkcionář, československý politik
- Ota Pavel (2. 7. 1930 Praha – 31. 3. 1973 Praha) – prozaik, novinář
- František Pavlíček (20. 11. 1923 Lukov u Holešova – 29. 9. 2004 Praha) – dramatik, scenárista
- Michal Pavlíček (14. 2. 1956 Praha) – hudebník
- Bohdan Pavlů (3. 3. 1883 Spěšov u Blanska – 12. 5. 1938 Bosanski Novi, Jugoslávie) – slovenský novinář, československý diplomat, politik
- Martin Pawera (3. 11. 1952 Polička) – malíř, ilustrátor
- Karel Pecka (6. 12. 1928 Kližská Nemá u Komárna – 13. 3. 1997 Praha) – prozaik
- Ferdinand Pečenka (9. 2. 1908 Krnsko, okres Mladá Boleslav – 3. 10. 1959 Praha) – filmový kameraman
- Josef Pehr (14. 8. 1919 Praha – 13. 7. 1986 Praha) – herec
- Josef Pekař (12. 4. 1870 Malý Rohozec – 23. 1. 1937 Praha) – historik
- Hynek Pelc (25. 2. 1895 Strakonice – 2. 7. 1942 Praha) – sociální lékař, účastník protinacistického odboje
- Jaromír Pelc (23. 5. 1952 Praha) – český básník 70.– 80. let dvacátého století
- Jiří Pelikán (7. 2. 1923 Olomouc – 26. 6. 1999 Řím) – publicista, československý komunistický funkcionář, poté exilový, italský politik
- Josef Pelnář (16. 11. 1872 Domažlice – 28. 10. 1964 Praha) – lékař, internista
- Ferdinand Peroutka (6. 2. 1895 Praha – 20. 4. 1978 New York, USA) – novinář, spisovatel, zemřel v zahraničí, teprve roku 1991, byly jeho tělesné pozůstatky převezeny do Prahy, pohřbeny na pražském Vyšehradě;
- Otakar Pertold (21. 3. 1884 Jaroměř u Náchoda – 3. 5. 1965 Praha) – indolog, religionista, etnolog
- Václav Peřina (15. 9. 1907 Vysoké Mýto – 1. 8. 1979 Vysoké Mýto) – malíř
- Zdeněk Pešánek (12. 6. 1896 Kutná Hora – 21. 11. 1965 Praha) – malíř, sochař, architekt
- Ladislav Pešek (4. 10. 1906 Brno – 13. 7. 1986 Praha) – herec
- Libor Pešek (22. 6. 1933 Praha) – dirigent
- Karel Pešek-Káďa (20. 9. 1895 Olomouc – 30. 9. 1970 Praha) – fotbalista
- Miroslava Pešíková (11. 8. 1946 Praha) – tanečnice
- Jiřina Petrovická (30. 1. 1923 Pardubice) – herečka, vlastním jménem J. Žemličková
- Václav Petržílka (20. 3. 1905 Mělník – 9. 7. 1976 Františkovy Lázně) – fyzik
- Josef Pfitzner (24. 3. 1901 Petrovice u Jindřichova ve Slezsku – 6. 9. 1945 Praha) – českoněmecký historik, politik, po dobu války ve funkci na pražském magistrátu, po osvobození v roce 1945 veřejně popraven (Pankrác)
- Josef Ladislav Píč (19. 1. 1847 Mšeno u Mělníka – 19. 12. 1911 Praha) – archeolog, historik, sebevražda
- Luděk Pik (18. 5. 1876 Praha – 19. 4. 1948 Plzeň) – novinář, československý sociálnědemokratický politik, v letech 1907–18 byl poslancem vídeňské říšské rady
- Heliodor Píka (3. 7. 1897 Štítina u Krnova – 21. 6. 1949 Plzeň) – československý generál
- Eva Pilarová (9. 8. 1939 Brno) – zpěvačka
- Jan Pilař (9. 9. 1917 Stříbřec – 19. 10. 1996 Praha) – básník, komunistický funkcionář
- Theodor Pištěk mladší (25. 10. 1932 Praha) – malíř, filmový výtvarník
- Theodor Pištěk starší (13. 6. 1895 Praha – 5. 8. 1960 Mukařov, okres Praha-východ) – herec
- Petr Pithart (2. 1. 1941 Kladno) – publicista, politolog, politik
- František Pitra (13. 11. 1932 Městec u Chrudimi) – československý komunistický aparátník, politik
- Přemysl Pittner (21. 6. 1895 Praha – 15. 2. 1976 Curych) – pedagog, publicista, československý politik, humanista
- Jan Pivec (19. 5. 1907 Praha – 10. 5. 1980 Praha) – herec
- Jindřich Plachta (1. 7. 1899 Plzeň – 6. 11. 1951 Praha ) – herec, autor knih pro mládež, vlastním jménem Jindřich Šolle; hrál ve filmech: Cesta do hlubin študákovy duše, Před maturitou; napsal knihu: Pučálkovic Amina; od roku 1945 psal kurzívy, fejetony do Rudého práva
- Františka Plamínková (5. 2. 1875 Praha – 30. 6. 1942 Praha) – novinářka, československá politička, úzce s ní spolupracovala M. Horáková; obě byly popraveny (Plamínková – za heydrichiády v době nacistického teroru; Horáková 1950 za komunistického teroru
- František Plánička (2. 7. 1904 Praha – 19. 7. 1996 Praha) – fotbalista; 73krát reprezentoval, z toho 37krát jako kapitán; fotbalová legenda
- Josip Plečnik (23. 1. 1872 Lublaň – 7. 1. 1957 Lublaň) – slovinský architekt působící v Čechách; 1920-1934 architektem Pražského hradu: realizoval úpravu čestného dvora (1922-23), hlavního nádvoří, Rajské zahrady (1920–25), zahrady Na valech (1920–25), Na Baště (1927–28); v Praze navrhl kostel Nejsvětějšího Srdce Páně na Vinohradech (1926–32)
- Jaromír Pleskot (11. 2. 1922 Praha) – divadelní režisér
- Josef Pleskot (3. 12. 1952 Písek) – architekt
- Karel Plicka (14. 10. 1894 Vídeň – 6. 5. 1987 Praha) – výtvarník, fotograf, filmový režisér, folklorista, hudební vědec; vydal knihy fotografií: Slovensko, 1937; Praha ve fotografii Karla Plicky, 1940; Pražský hrad, 1952; Vltava, 1959; Československo, 1974; Procházky Prahou, 1976; Vlast líbezná, 1979
- Josef Plojhar (2. 3. 1902 České Budějovice – 5. 11. 1981 Praha) – římskokatolický kněz, později komunista a československý politik; za války vězněn v koncentračních táborech Buchenwald, Dachau; po válce byl agentem oddělení ÚV KSČ, které řídilo výzvědnou, rozvratnou činnost v nekomunistických politických stranách Národní fronty; ve vládě Klementa Gottwalda ministrem zdravotnictví až do roku 1968; sověti jej oslovovali „tovarišč pop“
- Alexej Pludek (29. 1. 1923 Prostějov – 7.9. 2002 Praha) – prozaik, publicista
- Zdeněk Podskalský (18. 2. 1923 Praha – 29. 10. 1993 Praha) – filmový, televizní režisér, scenárista
- Marie Podvalová (5. 9. 1909 Čakovice – 16. 5. 1992 Praha) – pěvkyně-sopranistka
- Břetislav Pojar (7. 9. 1923 Sušice – 12. 9. 2012 Praha) – scenárista, režisér a výtvarník animovaných filmů
- Vladimír Pokorný (12. 6. 1922 Podivín – 21. 7. 1989 Praha) – paleontolog, profesor (1961); publikační činnost: učebnice Základy zoologické mikropaleontologie (1954) monografie Vývoj fosilních ekosystémů, jejich složek (1977), spoluautorem učebnice Úvod do paleontologie (1977)
- Karel Poláček (22. 3. 1892 Rychnov nad Kněžnou – 19. 10. 1944 Osvětim) – prozaik, novinář; vydal knihy: Povídky pana Kočkodana (1922), Mariáš, jiné živnosti (1924), Povídky izraelského vyznání (1926); Romány: Dům na předměstí (1928), Hlavní přelíčení (1932); hunoristika: Muži v offsidu (1931; cyklus: Okresní město (1936), Hrdinové táhnou do boje (1936), Podzemní město (1937), Vyprodáno (1939). Hostinec U kamenného stolu (1941, zfilmován roku 1949), Bylo nás pět (1946)
- Boleslav Polívka (31. 7. 1949 Vizovice) – herec, mim, režisér, autor; manželka Chantal Poullainové; hrál ve filmech: Kalamita, Šašek, královna, Dědictví aneb Kurvahošigutntag); v televizi: Manéž B. Polívky; od roku 1992 v Brně vlastní divadlo
- Osvald Polívka (24. 5. 1859 Enns u Lince – 30. 4. 1931 Praha) – architekt
- Jára (Jaroslav) Pospíšil (26. 1. 1905 Jihlava – 11. 2. 1979 Praha) – operetní zpěvák, herec; po válce v letech 1945-67 zpíval, hrál v Hudebním divadle v Karlíně
- Vilém Pospíšil (5. května 1873, Nový Rychnov – 27. listopadu 1942, Praha) – národohospodář a právník
- Karel Prášek (4. 2. 1868 Řivno – 13. 2. 1932 Košetice) – ? a poté československý politik
- Silvestr Prát (1. 12. 1895 Hrotovice – 1. 8. 1990 Pardubice) – botanik; 1930 se stal mimořádným členem Královské české společnosti nauk; na UK od 1919; absolventem Harvardovy univerzity; habilitace 1923 z rostlinné fyziologie; 1929 mimořádným (tj. bezplatným) profesorem, 1934 mimořádným profesorem kryptogamologie; po osvobození 1945 jmenován řádným profesorem (se zpětnou platností od roku 1938) Univerzity Karlovy; 1955 akademikem ČSAV; autorem více než 300 publikací; učebnice Fysiologie chemická, fysikálně chemická (1932), příručka Rostlina pod drobnohledem (1944)
- Albert Pražák (11. 6. 1880 Chroustovice u Vysokého Mýta – 19. 9. 1956 Praha) – literární vědec, československý politik, účastník protinacistického odboje, profesor; Vydal knihy: Československý národ (1925), Dějiny spisovné slovenštiny po dobu Štúrovu (1922), Jozef Škultéty (1924), Slovenská otázka v době J. M. Hurbana (1928), Literární Levoča, I.–II. (1939, 1947); Staročeské básně o Alexandru Velikém (1945); Vlast, národ v českém písemnictví (1945), Národ se bránil (1945), T. G. Masaryk. K jeho názorům na umění slovesné (?), Neruda v dopisech (1941)
- Vladimír Preclík (23. 5. 1929 Hradec Králové – 3. 4. 2008 v Praze) – sochař
- Jaroslav Preiss (8. 12. 1870 Přeštice – 29. 4. 1946 Praha) – ?, poté československý finančník, národohospodář, politik, účastník protirakouského odboje
- Viktor Preiss (13. 3. 1947 Praha) – herec
- Vojtěch Preissig (31. 7. 1873 Světec u Bíliny – 11. 6. 1944 Dachau) – grafik, malíř, ilustrátor, účastník protirakouského i protinacistického odboje
- Lev Prchala (23. 3. 1892 Ostrava – 11. 6. 1963 Feldbach v Rakousku) – československý generál, politik
- Adolf Procházka (5. 8. 1900 Napajedla – 8. 5. 1970 New York) – právník, československý politik
- Antonín Procházka (5. 6. 1882 Važany u Vyškova – 9. 6. 1945 Brno) – malíř, grafik, ilustrátor
- Gustav Adolf Procházka (11. 3. 1872 Kosmonosy – 9. 2. 1942 Praha) – teolog, duchovní, biskup a patriarcha Církve československé husitské
- Jan Procházka (4. 2. 1929 Ivančice – 20. 2. 1971 Praha) – prozaik, filmový scenárista
- Michal Prokop (13. 8. 1946 Praha) – zpěvák, politik
- Marie Provazníková (24. 10. 1890 Praha – 11. 1. 1991 Schenectady, USA) – tělovýchovná pracovnice; v březnu 1948 zvolena znovu náčelnicí Sokola, nepřijala nový komunistický režim, jako vedoucí družstva československých gymnastek na olympijských hrách v Londýně odjela do exilu v USA; působila v zahraničních sokolských organizacích.
- Jaroslav Průcha (24. 4. 1898 Plzeň-Škvrňany – 25. 4. 1963 Praha) – herec, divadelní režisér; hrál ve filmech: Bílá nemoc, Němá barikáda, Vlčí jáma
- Bohumil Prusík (26. 5. 1886 Klatovy – 6. 9. 1964 Mariánské Lázně) – lékař, internista; spolu se Zdeňkem Reinišem monografie moderní české angiologie: Nemoci končetinových cév v klinické praxi (1959)
- Jaroslav Průšek (14. 9. 1906 Praha – 7. 4. 1980 Praha) – orientalista-sinolog
- Václav Příhoda (7. 9. 1889 – 18. 11. 1979) – pedagog
- Váša Příhoda (22. 8. 1900 Vodňany – 26. 7. 1960 Vídeň) – houslista
- Ivo Váňa Psota (1. 5. 1908 Kyjev, Ukrajina – 16. 2. 1952 Brno) – tanečník, choreograf, režisér, pedagog
- Vladimír Pucholt (30. 12. 1942 Praha) – herec, lékař; nyní působí jako lékař v kanadském Torontu
- Marie Pujmanová (8. 6. 1893 Praha – 19. 5. 1958 Praha) – spisovatelka, rozená Hennerová; *Její knihy: Pod křídly (1917); novela Pacientka doktora Hegla (1931); Pohled do nové země (1932) (vyjádřila své nadšení po návratu ze Sovětského svazu); trilogie: Lidé na křižovatce (1937), Hra s ohněm (1948), Život proti smrti (1952); později až freneticky oddaná vítěznému totalitnímu režimu, viz básnické knihy: Vyznání lásky, Milióny holubiček stejně jako cestopisů Slovanský zápisník, Čínský úsměv; syn za neúspěšnou emigraci vězněn a zemřel ve vězení

## R
- Václav Rabas (13. 11. 1885 Krušovice – 26. 10. 1954 Praha) – malíř; od 1909 členem Umělecké besedy; jeho známá díla: Hředle, 1912, Večerní píseň, (1914), Rozsévačka (1920), Ze šichty (1923), Pole, oblaka (1933) Pálená země (1934); Ticho v oranicích (1934), Cesta do vsi (1936), Velikonoční krajina (1942), Tvář dobře známá (1952), Léto nad polní cestou (1954); Kniha: Malířovo vyznání (1940)
- Vlastimil Rada (5. 4. 1895 České Budějovice – 22. 12. 1962 Praha) – malíř, grafik, ilustrátor, prozaik; *Jeho obrazy: Lopota (1920); Krajina s Donem Quijotem (1921); Krajina s potokem (1926); Bílý dům (1929); Únětická skála (1933)
- Emanuel Rádl (21. 12. 1873 Pyšely, okres Praha-východ – 12. 5. 1942 Praha) – filosof; roční noviciát v řádu augustiniánů; studoval matematiku, biologii; 0903 docent, 1919 profesor u FF UK, přednášel: přírodní filosofii a dějiny přírodních věd na přírodovědecké fakultě UK ; spoluzakladatel Realistického klubu, předseda Jednoty filosofické; aktivista: YMCA, Liga pro lidská práva; jeho vědecká kniha: Dějiny vývojových teorií v biologii 19. století (1909); filosofie podle Rádla nevede k „tomu co je“, ale k „tomu co má být“; kniha: Válka Čechů s Němci (1928), vyšla také německy; citát Ladislava Hejdánka o Rádlovi: „Rádl byl zejména v první republice postavou zcela mimořádnou, většinou kontroverzní, jen nemnohými chápanou, dodnes zdaleka nedoceněnou.“; *Knihy: Romantická věda (1918), Moderní věda (1926), Dějiny filosofie (1932-33), filosofický odkaz: Útěcha z filosofie – klade v něm důraz na existenci absolutního mravního řádu, který dává světu smysl
- Alfréd Radok (17. 12. 1914 Týn nad Vltavou – 22. 4. 1976 Vídeň, Rakousko) – režisér, dramatik
- Ivan Rajmont (29. 7. 1945 Hradec Králové) – divadelní režisér; jeho manželka Kateřina Rajmontová (dcera E. F. Buriana) je herečkou činohry Národního divadla
- Martin Rajniš (16. 5. 1944 Praha) – architekt, designér, 1992 profesorem na VŠUP
- Josef Rakoncaj (6. 4. 1951 Dvůr Králové nad Labem) – horolezec
- Ota Rambousek (1923 Praha – 3. 6. 2010) – politický vězeň. 1968 spoluzakladatel klubu politických vězňů K-231, po sovětské okupaci v srpnu 1968 emigroval; v nakladatelství manželů Škvoreckých vydal knihy: Krosnu s sebou (o agentech), Jenom ne strach (o protikomunistické ozbrojené skupině bratrů Ctirada a Josefa Mašínových), S prstem na spoušti (vyšlo v ČR)
- Emil Ransdorf (12. 9. 1920 Nové Zámky – 20. 7. 1974 New York) – představitel vysokoškolského studentstva
- Saša Rašilov (6. 9. 1891 Praha – 4. 5. 1955 Praha) – herec
- Alois Rašín (18. 9. 1867 Nechanice – 18. 2. 1923 Praha) – český a? poté československý národohospodář, finančník, politik, účastník protirakouského odboje; už za Rakouska-Uherska významný politik, roku 1918 ministrem financí; pod dojmem Rašínovy tragické smrti parlament přijal 6. března 1923 zákon na ochranu republiky
- Ladislav Rašín (22. 6. 1900 Praha – 20. 3. 1945 Frankfurt nad Mohanem, Německo) – právník, politik
- Jiří Raška (4. 2. 1941 Frenštát pod Radhoštěm – 20. 1. 2012 Nový Jičín) – skokan na lyžích
- Karel Raška (17. 11. 1909 Strašín, okres Klatovy – 21. 11. 1987 Praha) – lékař-epidemiolog; profesorem Lékařské fakulty hygienické Univerzity Karlovy
- Stanislav Rázl (13. 3. 1920 Sopotnice – 1999 Praha) – první předseda vlády ČSR, dlouholetý místopředseda vlády ČSR, ministr vlády ČSSR, poslanec FS ČSSR a ČNR, významný manažer chemického průmyslu v 50. letech
- Martin Rázus (18. 10. 1888 Vrbica u Liptovského Mikuláše – 8. 8. 1937 Brezno nad Hronom, okres Banská Bystrica) – slovenský básník, prozaik, publicista, československý politik; Evangelický kaplan, poté farář M. Rázus vystudoval teologii v Bratislavě a skotském Edinburghu
- Vladimír Ráž (1. 7. 1923 Nejdek – 3./4. 7. 2000 Praha) – herec
- Bedřich Reicin (29. 9. 1911 Plzeň – 3. 12. 1952 Praha) – komunistický funkcionář, přední organizátor poúnorového teroru v Československu; jeho pracovníci byli proslulí zvrhlou vynalézavostí v mučení svých obětí, hrůznými způsoby výslechů; spolupachatelem justiční vraždy spáchané na generálu H. Píkovi, dalších justičních vražd, organizátorem vykonstruovaných procesů; 1952 na základě vykonstruovaných obvinění spolu s R. Slánským odsouzen k smrti a popraven
- Vilém Reichmann (25. 4. 1908 Brno – 15. 6. 1991 Brno) – výtvarník, karikaturista, fotograf; 1968 byl jmenován zasloužilým umělcem
- Pavel Reiman (12. 10. 1902 Brno – 1. 11. 1976 Praha) – českoněmecký historik, novinář, publicista, československý komunistický politik
- Miloš Rejchrt (9. 10. 1946 Ostrava) – evangelický duchovní
- Noemi Rejchrtová (1. 11. 1940 Praha) – historička, vysokoškolská pedagožka
- Karel Rektorys (4. 2. 1923 Písek) – matematik; vedoucí autorského kolektivu encyklopedie Přehled užité matematiky (1963); monografie Variační metody v inženýrských problémech, problémech matematické fyziky (1974)
- Vladimír Remek (26. 9. 1948 České Budějovice) – československý kosmonaut
- Remislav Remislavský (14. 5. 1897 Varšava – 22. 3. 1973 Praha) – polský tanečník, choreograf působící též v Československu
- Václav Renč (28. 11. 1911 Straškov na Roudnicku – 30. 4. 1973 Brno) – básník, dramatik, prozaik, překladatel
- Vladimír Renčín (6. 12. 1941 Pečky) – grafik, ilustrátor, karikaturista
- Kamill Resler (23. 12. 1893 Pardubice – 11. 7. 1961 Praha) – právník, vydavatel, bibliofil, kulturní činitel, účastník protinacistického odboje
- Bohuslav Reynek (31. 5. 1882 Petrkov u Havlíčkova Brodu – 28. 9. 1971 Petrkov) – básník, překladatel, malíř, grafik
- Jaroslav Riedl (2. 1. 1893 Praha - ? 5. 1945 neznámo kde) – malíř
- Hanuš Ringhoffer (3. 1. 1885 Praha-Smíchov – 31. 12. 1946 / 1. 1. 1947 Mühlberg na Labi) – pražský průmyslník; továrna na vagóny na Smíchově, Ringhofferovka, později nazvaná Tatra Smíchov;
- Hubert Ripka (26. 7. 1895 Kobeřice u Vyškova – 7. 1. 1958 Londýn) – novinář, politik
- Michael Rittstein (17. 9. 1949 Praha) – malíř, ilustrátor
- Ján Roháč (18. 6. 1932 Nitrianske Pravno – 5. 10. 1980 Praha) – slovenský režisér působící v Čechách
- František Roith (16. 7. 1876 Praha – 5. 9. 1942 Voznice u Dobříše) – architekt
- Pavel Roman (25. 1. 1943 Olomouc – 30. 1. 1972 Tennessee, USA) – krasobruslař
- Jaroslav Róna (27. 4. 1957) – malíř, sochař, keramik, sklářský výtvarník
- František Ronovský (11. 1. 1929 Praha) – malíř, kreslíř
- Marie Rosůlková (17. 12. 1901 Plzeň – 15. 5. 1993 Plzeň) – herečka
- Kamil Roškot (29. 4. 1886 Vlašim – 12. 7. 1945 Paříž) – architekt, urbanista
- Zdeněk Rotrekl (1. 10. 1920 Brno – 9. 6. 2013 Brno) – básník, kritik, publicista
- Josef Rovenský (17. 4. 1894 Praha – 5. 11. 1937 Praha) – filmový herec, režisér
- Jiří Ruml (8. 7. 1925 Plzeň – 20. 2. 2004 Praha) – novinář; CHARTA 77, VONS, šéfredaktorem Lidových novin do roku 1990, pak poslancem Federálního shromáždění (za OF); předsedou Komise pro objasnění událostí 17. listopadu 1989, která shromáždila veliké množství později utajněných dokumentů; syn Jan Ruml 1992-1997 ministr vnitra České republiky a 1998 zvolen předsedou Unie svobody
- Otto Rutrle (5. 3. 1908 Dvůr Králové nad Labem – 21. 11. 1976 Ostrava) – teolog a duchovní Církve československé husitské, vysokoškolský pedagog
- Martin Růžek (23. 9. 1918 Červený Kostelec – 18. 12. 1995 Praha) – herec
- Drahomír Josef Růžička (8. 2. 1870 Trhová Kamenice u Chrudimi – 30. 9. 1960 New York) – americký fotograf českého původu
- Zuzana Růžičková (14. 1. 1927 Plzeň) – cembalistka, pedagožka
- Jan Rychlík (27. 4. 1916 Praha – 20. 1. 1964 Praha) – hudební skladatel, klavírista, trombonista, teoretik
- Jan Rychlík (26. 11. 1954 Praha) – historik, národopisec
- Ladislav Rychman (9. 10. 1922 Praha – 1. 4. 2007 Praha) – filmový, televizní režisér, scenárista
- Jan Rypka (20. 5. 1886 Kroměříž – 29. 12. 1968 Praha) – orientalista
- Jan Rys-Rozsévač (1. 11. 1901 Bílsko, okres Hořice – 27. 6. 1946 Praha) – fašistický politik, novinář, představitel pronacistické kolaborace

## Ř
- Václav Řezáč (5. 5. 1901 Praha – 22. 6. 1956 Praha) – spisovatel
- Rudolf Říčan (23. 9. 1899 Hovězí – 2. 11. 1975 Praha) – evangelický duchovní, teolog, historik, vysokoškolský pedagog
- Bohumil Říha (27. 2. 1907 Vyšetice u Tábora – 15. 12. 1987 Dobříš) – spisovatel
- Josef Karel Říha (1. 6. 1893 Rokycany – 10. 2. 1970 Praha) – stavitel, urbanista

## Prameny
Jako pomůcka sloužila encyklopedie KDO JE KDO
a encyklopedie Diderot 2002